# جون جانسين
جون جانسين (بالألمانية: John Janssen)‏ هو كاهن كاثوليكي ألماني، ولد في 3 مارس 1835 في Uedem ‏ في ألمانيا، وتوفي في 2 يوليو 1913 في بلفيل في الولايات المتحدة.